# Surse literare pentru originea românilor
Cele mai multe dintre sursele literare privind originea românilor au fost interpretate în diverse moduri de către adepții diferitelor teoriilor științifice. Lucrări pe acest subiect au fost modificate pe considerente politice, deoarece etnogeneza românilor (care împărtășesc exonimul vlah cu alte popoare care vorbesc o limbă romanică de est) a fost obiectul unei controverse însuflețite. 

## Literatură
Surse primare:
- Aurelius Victor  - Bird, H. W. : De Cæsaribus; Liverpool University Press, 1994; ISBN 978-0-85323-218-6
- Cecaumeno - Signes Codoñer, Juan : Consejos de un aristócrata Bizantino /A Byzantine Nobleman’s Advice/; Alianza Editorial, 2000, Madrid; ISBN 84-206-3594-4
- Choniatēs, Niketas - Magoulias, Harry J. : O City of Byzantium - Annals of Niketas Choniatēs; Wayne State University Press; ISBN 978-0-8143-1764-8
- Clari, Robert of  – McNeal, Edgar Holmes : The Conquest of Constantinople; Medieval Academy of America, 1999; ISBN 0-8020-7823-0
- Comnena, Anna  - Sewter, E. R. A.: The Alexiad; Penquin Group, 2003, London; ISBN 978-0-14-044958-7
- Constantine Porphyrogenitus  - Moravcsik, Gyula  - Jenkins, Romilly J. H. : De Administrando Imperio (On Administering the Empire); Dumbarton Oaks Center for Byzantine Studies, 1967; ISBN 978-0-88402-343-2
- Fazlullah, Rashiduddin  - Thackston, Wheeler M. : Rashiduddin Fazlullah’s Jami‘u’t-tawarikh: Compendium of Chronicles - A History of the Mongols; Harvard University, 1998
- Hatto, A. T. : The Nibelungenlied; Penquin Group, 1965, Harmondsworth; ISBN 978-0-14-044137-6
- Hewsen, Robert H.: The Geography of Ananias of Širak: Asxarhacoyc, the long and the short recensions (Beihefte zum Tubinger Atlas des Borderen Orients); Reichert, 1992; ISBN 3-88226-485-3
- Jordanes  - Mierow, Charles C. : The Origin and Deeds of the Goths; BiblioBazaar, 2008; ISBN 978-1-4375-0974-8
- Kéza, Simon of  - Shaer, Frank : The Deeds of the Hungarians; Central European University Press, 1999, Budapest; ISBN 963-9116-31-9
- Rubruck, William of  - Jackson, Peter : The Mission of Friar William of Rubruck: His Journey to the Court of Great Khan Möngke, 1253-1255; Hakluyt Society, 1990; ISBN 978-0-904180-29-9
- Sturluson, Snorri  - Hollander, Lee Milton : Heimskringla: History of the Kings of Norway; University of Texas Press, 1964; ISBN 978-0-292-73061-8
- Szádeczky-Kardoss, Samu - Farkas, Csaba: Az Avar történelem forrásai 557-től 806-ig - Die Quellen der Awarengeschichte von 557 bis 806 /The Sources for the History of the Avars/; Balassi Kiadó, 1998, Budapest; ISBN 963-506-237-0
- Villehardouin, Geoffrey of ' - Shaw, Margaret R. B. : The Conquest of Constantinople; in: Joinville and Villehardouin - Chronicles of the Crusades; Penguin Classics, 1963; ISBN 978-0-14-044124-6
- Tudela, Benjamin of  - Adler, Marcus Nathan : The Itinerary of Benjamin of Tudela; Hard Press, 2006; ISBN 1-4069-1326-X
- Walsh, P. G. : The Poems of St. Paulinus of Nola; Paulist Press, 1975, New York, N. Y.; ISBN 0-8091-0197-1
- Whitby, Michael - Whitby, Mary : The History of Theophylact Simocatta: An English Translation with Introduction; Oxford University Press, 1986; ISBN 978-0-19-822799-1

Surse secundare:
- Armbruster, Adolf: Romanitatea românilor: istoria unei idei /The Romanity of the Romanians: the History of an Idea/; Editura Academiei Republicii Socialiste România, 1992
- Brezeanu, Stelian: The Lower Danube Frontier during the 4th-7th Centuries. An ambiguous Notion; in: Annuario 5; Istituto Romano di cultura e ricerca romanistica, 2003 (în engleză: )
- Cooper, Jean C.: Dictionary of Christianity; Fitzroy Dearborn Publishers, 1996, Chicago; ISBN 1-884964-49-4
- Curta, Florin: Southeastern Europe in the Middle Ages - 500-1250; Cambridge University Press, 2006, Cambridge; ISBN 978-0-521-89452-4
- Curta, Florin: The Making of the Slavs: History and Archaeology of the Lower Danube Region c. 500-700; Cambridge University Press, 2007, Cambridge and New York; ISBN 978-0-521-03615-3
- Durandin, Catherine: Historie des Roumains /The History of the Romanians/; Librairie Artheme Fayard, 1995; ISBN 978-2-213-59425-5
- Fine, John V. A., Jr.: The Early Medieval Balkans – A Critical Survey from the Sixth to the Late Twelfth Century; The University of Michigan Press, 2008, Ann Arbor; ISBN 978-0-472-08149-3
- Frend, W. H. C.: The Rise of Christianity; Fortress Press, 1984, Philadelphia; ISBN 0-8006-1931-5
- Iliescu, Vladimir: Die Räumung Dakiens im Lichte der Schriftquellen; in: Dacoromania N. F. 1.; Publishing House of the Roman Academy, 1973
- Illyés, Elemér: Ethnic Continuity in the Carpatho-Danubian Area; East European Monographs, Boulder (distributed by Columbia University Press), 1988, New York; ISBN 0-88033-146-1
- Jesch, Judith: Ships and Men in Late Viking Age: The Vocabulary of Runic Inscriptions and Skaldic Verse; Boydell & Brewer, 2001; ISBN 978-0-85115-826-6
- Klepper, Nicolae: Romania: An Illustrated History; Hippocrene Books, Inc, 2005, New York, NY; ISBN 0-7818-0935-5
- Korobeinikov, Dimitri: A Broken Mirror: The Kipçak World in the Thirteenth Century; in: Curta, Florin (Editor) - Kovalev, Roman (Assistant Editor): The Other Europe in the Middle Ages - Avars, Bulgars, Khazars, and Cumans; Koninklijke Brill NV, 2008, Leiden & Boston; ISBN 978-90-04-16389-8
- Kristó, Gyula: Early Transylvania (895-1324); Lucidus Kiadó, 2003, Budapest; ISBN 963-9465-12-7
- Köpeczi, Béla (General Editor) - Barta, Gábor; Bóna, Istán; Makkai, László; Miskolczy, Ambrus; Mócsy, András; Péter, Katalin; Szász, Zoltán; Tóth, Endre; Trócsányi, Zsolt; Várkonyi R., Ágnes; Vékony, Gábor (Editors): Histoire de la Transylvanie (History of Transylvania); Akadémiai Kiadó, 1992, Budapest; ISBN 963-05-5901-3 (French: ; German: )
- Köpeczi, Béla (General Editor) - Makkai, László; Mócsy, András; Szász, Zoltán (Editors) - Barta, Gábor (Assistant Editor): History of Transylvania; Akadémiai Kiadó, 1994, Budapest; ISBN 963-05-6703-2 (English: )
- László, Gyula: The Magyars - Their Life and Civilisation; Corvina, 1996, Gyula; ISBN 963-13-4226-3
- Macartney, C. A.: The Medieval Hungarian Historians: A Critical and Analytical Guide; Cambridge University Press, 2008; ISBN 978-0-521-08051-4
- Minorsky, Vladimir Fedorovich: Hudud al’-Alam: The Regions of the World - A Persian Geography, 327 AH - 982 AD; in: The Geographical Journal, 90/2; 1937, London
- Pohl, Walter: Telling the difference: Signs of Ethnic Identity; in: Pohl, Walter - Reimitz, Helmut: Strategies of Distinction: The Construction of Ethnic Communities; Brill, 1998; ISBN 978-90-04-10846-2
- Pop, Ioan Aurel: Romanians and Romania: A Brief History; Columbia University Press, 1999, New York; ISBN 0-88033-440-1.
- Scholz, Bernhard Walter - Rogers, Barbara (Translators): Carolingian Chronicles - Royal Frankish Annals and Nithard’s Histories; The University of Michigan Press, 2006, Ann Arbor; ISBN 0-472-06186-0
- Schramm, Gottfried: Frühe Schiksale der Rumänen. Acht Thesen zur Lokalisierung der lateinischen Kontinuität in Südosteuropa /Early History of the Romanians - Eight Theses for Determining the Place of Continuity of the Latin in South-Eastern Europe/; in: Zeitschrift für Balkanologie (Nr. 21/2, 23/1, 22/1), 1985-1987, Wiesbaden
- Schütz, István: Fehér foltok a Balkánon - Bevezetés az albanológiába és a balkanisztikába /Blank Spots in the Balkans - An Introduction to the Albanology and the Balkan Studies/; Balassi Kiadó, 2002, Budapest; ISBN 963-506-472-1
- Trout, Dennis. E.: Paulinus of Nola: Life, Letters, and Poems; University of California Press, 1999, Berkeley and Los Angeles, California; ISBN 0-520-21709-8
- Vásáry, István: Cumans and Tatars - Oriental Military in the Pre-Ottoman Balkans, 1185-1365; Cambridge University Press, 2005, Cambridge; ISBN 0-521-83756-1
- Vékony, Gábor: Dacians, Romans, Romanians; 2000, Toronto-Buffalo; ISBN 1-882785-13-4 (English: )
- Wolfram, Herwig: The Roman Empire and its Germanic Peoples; University of California Press, 1997; 978-0-520-08511-4